# Faustin-Archange Touadéra
Faustin-Archange Touadéra   (Bangui, 21 d'abril de 1957) és un polític centrafricà, actual president de la República Centreafricana després de guanyar les eleccions de febrer de 2016. En aquestes es va imposar amb un 62,7% dels sufragis al seu contrincant Anicete Dologuele. Anteriorment va ocupar el càrrec de Primer Ministre de la República Centreafricana des del 22 de gener de 2008 fins a i 17 de gener de 2013. Abans va ser rector de la Universitat de Bangui.
Toudéra va ser nomenat Primer Ministre pel President François Bozizé el 22 de gener, després de la destitució de Élie Doté. Va nomenar al seu govern, compost per 29 membres, el 28 de gener. Un any després, el president Bozizé va dissoldre el govern de Touadéra per intentar crear un nou govern d'unitat nacional, en el marc d'un procés de diàleg iniciat al desembre de 2008. No obstant això, Touadéra va seguir comptant amb la confiança del president, liderant el nou govern format per 31 ministres, inclosos antics opositors al règim.
A la fi de 2012 es va deslligar de nou un conflicte entre el govern i els rebels que acusaven al president Bozizé d'incomplir els acords de pau després de la guerra civil que va concloure en 2007. Un mes després i després dels avanços dels rebels en les seves ofensives arribant prop de la capital el president va acceptar negociar un nou acord de pau. En virtut d'aquest acord va nomenar un nou primer ministre, Nicolas Tiangaye, designat per l'oposició, destituint d'aquesta forma a Touadéra.